# Save Me (série de televisão de 2018)
Save Me é uma série de televisão britânico de drama de seis partes, escrita, criada e estrelada por Lennie James. A série foi transmitido pela primeira vez na Sky Atlantic em 28 de fevereiro de 2018, com todos os seis episódios sendo lançados pela Sky Box Sets e Now TV no mesmo dia.
A Sky Vision distribui a série em todo o mundo. Nos Estados Unidos a série é transmitida no Starz, onde está disponível no Starz on Demand desde 6 de setembro de 2018 e deve ser lançada no Starz Cinema em 11 de maio de 2019.
A série é estrelada por James como Nelson "Nelly" Rowe, um homem cuja vida se transforma de cabeça para baixo quando Jody, a filha distante que ele teve treze anos atrás desaparece misteriosamente. Suranne Jones estrela como Claire McGory, a mãe de Jody. Além de James e Jones, Stephen Graham e Jason Flemyng também são creditados como membros principais do elenco.
A série teve luz verde em janeiro de 2017, sob o título original de Gone. James se reuniu com a World Productions para a série, com quem trabalhou anteriormente na primeira série de Line of Duty.
Após forte recepção crítica para a primeira temporada, James confirmou que uma segunda temporada foi encomendado. Um DVD da primeira temporada foi lançado pela Acorn Media em 7 de maio de 2018.